# Maribel Villaseñor Dávila
Maribel Guadalupe Villaseñor Dávila (15 de febrero de 1983) es una política mexicana, miembro del Partido Revolucionario Institucional (PRI). Fue diputada federal para el periodo de 2021 a 2024.

## Biografía
Tiene como grado máximo de estudios la educación media superior. Ha desarrollado su carrera política en la estructura del PRI, en donde ha sido presidenta de la Red Jóvenes X México (RJXM) y del Organismo Nacional de Mujeres Priístas (ONMPRI) en la alcaldía Gustavo A. Madero, misma organización de la que fue también secretaria general en la Ciudad de México. Ha sido consejera política del PRI en Gustavo A. Madero y en la Ciudad de México y asesora en la V Legislatura de la Asamblea Legislativa del Distrito Federal.
En las elecciones federales de 2021 fue postulada candidata de la coalición Va por México a diputada federal por el Distrito 2 de la Ciudad de México; fue elegida al recibir el 49.78% de los votos, frente al 40.51% de su contrincante de la coalición Juntos Hacemos Historia, el boxeador Juan Manuel Márquez.
En la LXV Legislatura fue secretaria de la comisión de Vivienda; e integrante de las comisiones de Justicia; y, de Seguridad Ciudadana.